# Minamikyūshū
Minamikyūshū (南九州市 Minamikyūshū-shi?) es una ciudad en la prefectura de Kagoshima, Japón, localizada al suroeste de la isla de Kyūshū. Tenía una población estimada de 33 115 habitantes el 1 de marzo de 2021 y una densidad de población de 93 personas por km². La ciudad moderna fue establecida el 1 de diciembre de 2007, tras la fusión de los pueblos de Ei (del distrito de Ibusuki), Chiran y Kawanabe (ambos del distrito de Kawanabe).

## Geografía
Minamikyūshū está localizada en la parte central de la prefectura de Kagoshima, en el extremo sur de la península de Satsuma, unos 30 km al suroeste del área de la ciudad de Kagoshima. Limita al norte con Minamisatsuma y Kagoshima, al oeste con Makurazaki, al este con Ibusuki y Kagoshima y al sur con el mar de China Oriental.

### Clima
La ciudad tiene un clima subtropical húmedo (Cfa en la clasificación climática de Köppen). La temperatura media anual en Minamikyūshū es de 17.4 °C. La precipitación media anual es de 2382 mm siendo junio el mes más lluvioso. Las temperaturas son más altas en promedio en agosto, alrededor de 27.3 °C, y más bajas en enero, alrededor de 7.8 °C.

## Demografía
Según los datos del censo japonés, la población de Minamikyūshū ha disminuido fuertemente en los últimos 70 años.
| Gráfica de evolución demográfica de Minamikyūshū entre 1950 y 2015 |
|                                                                    |
| Oficina de Estadística de Japón                                    |

## Ciudades hermanas
Minamikyūshū está hermanada o tiene tratado de cooperación con:
- Kitakyūshū, Fukuoka, Japón;
- Ogi, Saga, Japón;
- Hirakawa, Aomori, Japón.